# Kamienica Karola Wutke
Kamienica Karola Wutke – kamienica położona przy ul. S. Jaracza 42 w Łodzi, należąca do przedsiębiorcy i fabrykanta meblowego – Karola Wutke, powstała w 1898 r. zaprojektowana przez Franciszka Chełmińskiego.

## Historia
W 1878 r. w posiadanie działki, na której położona jest kamienica wszedł Karol Wutke, przedsiębiorca z Festenbergu, który przybył do Łodzi w 1865 r. Początkowo zrealizował na parceli stolarnię, a następnie rozbudował ją, tworząc fabrykę mebli, która posiadała maszynę parową oraz ślusarnię. Fabryka znajdowała się w lewej oficynie, a w głębi nieruchomości usytuowany był skład desek, magazyn mebli oraz gazownia.
Kamienicę, wraz z drugą, mieszkalną oficyną wybudowano w 1898 r. Również pod koniec XIX w. fabryka zatrudniała około 100 pracowników, a roczna wartość produkcji jaką generowała, wynosiła 40 tys. rubli.  Fabryka w 1913 r. zatrudniała już tylko 62 robotników, a w tym samym roku 6 kwietnia zmarł Karol Wutke. Po jego śmierci kierownictwo nad firmą przejął syn Otto. Przedsiębiorstwo przeżywało regres po I wojnie światowej i ograniczyło produkcję, głównym źródłem dochodów właściciela firmy stał się czynsz z najmu lokali mieszkalnych. Od 1933 r. w budynku znajdowała się Państwowa Szkoła Handlowa Żeńska. Otto Wutke zmarł w 1933 r., a przedsiębiorstwo i kamienicę przejęła jego córka Elza Seidel. Pod jej zarządem firma wystawiała swoje meble na wystawach rzemieślniczo-przemysłowych, np. na wystawie w parku im. Stanisława Staszica, w 1936 r. Po 1945 r. przedsiębiorstwo Karola Wutke zastąpiła w budynku Centrala Handlowa Przemysłu Drzewnego.

### Architektura
Fasada kamienicy jest trzynastoosiowa, posiada boczne ryzality i centralny wykusz. Ponadto posiada wysoki mansardowy dach oraz dekoracyjny szczyty dachu posiadające wieńczące ryzality. Charakteryzuje ją również czerwona cegła klinkierowa. Została wykonana w stylu renesansu północnego z akcentami niemieckimi i niderlandzkimi. Na bocznych ryzalitach usytuowane są dekoracyjne tonda przedstawiające niemieckich malarzy renesansowych: Hansa Holbeina i Albrechta Dürera.
Obiekt posiada liczne cenne elementy wyposażenia i wystroju, które zostały wpisane do rejestru zabytków nieruchomych (nr rej. B/131 dn. 23.01.1981 r.), są to elementy wnętrza I piętra, które zajmowali właściciele oraz II piętra:
- I piętro, lewa część budynku, pomieszczenie od strony podwórza: 
  - (1903) eklektyczne 3 pary drzwi i 2 portale drzwiowe, drewniane, z dekoracją rzeźbiarską, datowane na 1903 r.,
  - (XIX/XX w.) drewniany strop (belki stropowe profilowane i żłobkowane),
- I piętro, prawa część budynku, pomieszczenie narożne od podwórza:
  - (XIX/XX w.) strop drewniany z dekoracją snycerską,
  - ( początek XX w.); zdobione, eklektyczne drzwi, drzwi wraz z portalem drzwiowym,
- II piętro, prawa część budynku:
  - (XIX/XX w.) sztukatorskie dekoracje sufitów,
  - (XIX/XX w.) eklektyczny piec kaflowy, o wysokości 3,0 m[1].